# Slag om Verdun
De Slag om Verdun (21 februari 1916 – 20 december 1916) was een van de bloedigste veldslagen uit de geschiedenis van de Eerste Wereldoorlog. Tot op de dag van vandaag staat hij symbool voor de zinloze slachting van mensenlevens.

## Verdun als symbool
Verdun had een grote symbolische betekenis voor het Franse volk. Al in de oudheid speelde het stadje door zijn strategische ligging aan de Maas een belangrijke rol in de verdediging van het achterliggende land. Attila de Hun heeft het stadje nooit kunnen innemen. Bij de opdeling van het rijk van Karel de Grote in 843 werd in het Verdrag van Verdun bepaald dat de stad onderdeel werd van het (Duitse) Heilige Roomse Rijk. Bij het Verdrag van Münster in 1648 werd Verdun definitief aan Frankrijk toegewezen.
Verdun speelde een zeer belangrijke rol in de verdedigingslinie die in de periode na de Frans-Pruisische oorlog (1870) werd gebouwd. Langs de Franse oostgrens werd, als bescherming tegen een Duitse bedreiging, een sterke fortengordel aangelegd tussen Verdun en Toul en tussen Épinal en Belfort. Verdun bewaakte de noordelijke toegang tot de Champagne-vlakte en daarmee de toegang tot Parijs.
Ook had Verdun in 1914 standgehouden tegen de aanvallen van de Duitsers en de forten hadden zelfs de beschietingen van de Dikke Bertha's doorstaan. Het garnizoen van Verdun was gehuisvest in de citadel van de stad, in de 17e eeuw gebouwd door Vauban. Aan het einde van de 19e eeuw was er een onderaards gangenstelsel aangelegd dat tijdens de slag dienstdeed als werkplaats, munitieopslag, hospitaal en rustplaats voor de Franse troepen.

## Achtergrond van de slag

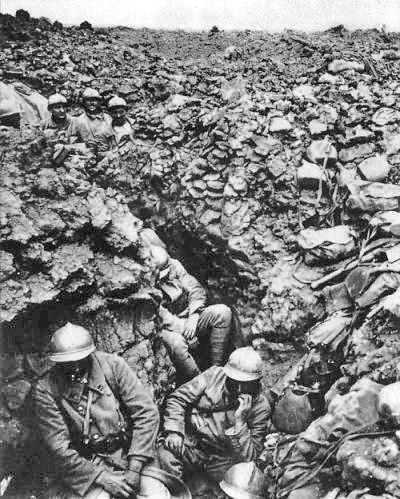
Franse soldaten in de loopgraven tijdens de Slag om Verdun

De achtergrond van de slag lag in een poging van de Duitse legerleiding om het vastgelopen front in het Westen te doorbreken. De vuurkracht van de kanonnen was daarvoor groot genoeg, maar de beweeglijkheid van de troepen was veel te gering. Tanks en pantservoertuigen waren er (nog) niet en infanteristen konden te voet en zonder bepantsering niet snel genoeg over het stukgeschoten terrein vooruit komen. De oppermachtige mitrailleur (destijds de 'koningin van het slagveld') maakte dat onmogelijk.
De Duitse opperbevelhebber Erich von Falkenhayn had daarom bedacht dat alleen een 'leegbloedingstactiek' kans van slagen had. Hij zocht een plaats in de frontlijn die de Fransen tot het uiterste zouden verdedigen. Daar wilde hij constant aanvallen en zo de gelegenheid krijgen om het hele Franse leger uit te roeien. Hij vond die plek in Verdun, een roemrijke vestingstad die de Fransen nooit zouden opgeven. Daar besloot von Falkenhayn de aanval in te zetten.
De aanval zou vooraf worden gegaan door een moordend trommelvuur. De bedoeling was dat de linies zo platgewalst zouden worden door de granaten, dat de Duitse troepen de stellingen wandelend zouden kunnen innemen. Er werden grote onderaardse onderkomens (zg. Stollen) gegraven om hele eenheden tot vlak voor de slag verborgen te kunnen houden. Dat zou het verrassingselement van de aanval zeer vergroten. Er waren dan geen lange (en vanuit de lucht goed zichtbare!) aanvals- en toevoerloopgraven nodig.
Inderdaad bleef het Franse opperbevel lang onkundig van het dreigende gevaar. Een plaatselijke Franse commandant (luitenant-kolonel Emile Driant) probeerde op allerlei manieren het opperbevel wakker te schudden. Hij wees voortdurend op het grote risico dat men liep bij Verdun. Het had nauwelijks effect. Pas in februari 1916 (toen de Duitse aanval alleen nog vanwege het slechte weer werd uitgesteld) kreeg het Franse hoofdkwartier in de gaten dat er iets vreselijks stond te gebeuren en besloot men extra versterkingen naar Verdun te sturen. Het was maar nauwelijks op tijd. De Duitse aanval had op 12 februari 1916 moeten beginnen, maar begon in werkelijkheid pas op 21 februari. De operatie droeg de sinistere naam Gericht, dat 'oordeel' betekent, maar ook 'plaats van terechtstelling'. De bedoeling was helemaal duidelijk: de slag bij Verdun zou de definitieve afrekening moeten worden met het Franse leger.

## De eerste aanvallen

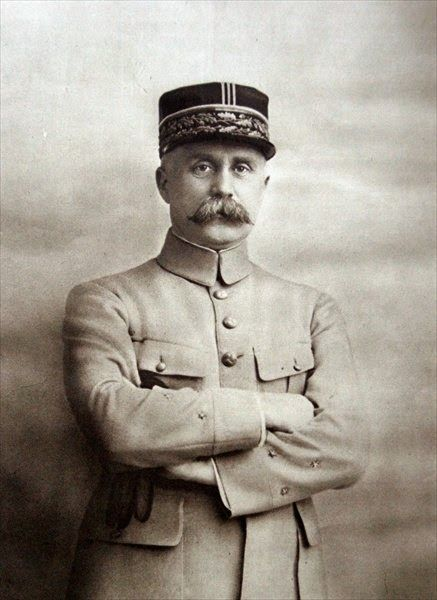
Generaal Pétain

Op 21 februari 1916 om 07.15 uur (de Duitse tijd was 1 uur later) braakten 1225 kanonnen hun vuur uit over de Franse linies voor Verdun. Het kanonvuur was zo hevig, dat het onderaards gerommel en gedreun tot op 170 kilometer rond Verdun te horen en te voelen was. Tot in Trier, Saarbrücken en Parijs trilde de lucht en rinkelden de ramen. Franse vliegeniers, die tijdens het bombardement boven Verdun vlogen, vertelden dat ze gigantische vlammen- en rookzuilen gezien hadden en dat het front eruitzag als was het een rokende industriestad. Dat komt overeen met de opmerking van generaal Pétain, die schatte dat er alleen al op die eerste dag een miljoen granaten werden afgevuurd.
Het bombardement duurde bijna vijf uur aan een stuk, tot 12.00 uur. Toen werd er een korte vuurpauze ingelast om de overlevenden te verleiden uit hun schuilplaatsen te klimmen om wat bij te komen van de verschrikkingen van het trommelvuur. Ze zouden dan na 10 minuten met nog zwaarder kanonvuur alsnog worden vernietigd. Na de pauze ging het bombardement verder tot omstreeks 16.30 uur.
Daarop begon de infanterieaanval. De Duitse soldaten klommen uit de aanvalsloopgraven en begonnen het kapotgeschoten terrein over te steken. De eerste honderden meters gebeurde er niets. Het kanonvuur had de eerste Franse linies volledig verwoest. Maar bij de tweede verdedigingslinie ging het anders: er bleken nog wel degelijk overlevenden te zijn, die zich furieus verweerden. Buiten dat het bombardement veel Fransen gedood, verwond of verdoofd had, had het de overlevenden vervuld met een woede en razernij die hen deed vechten tot het uiterste.
Op het eind van de eerste dag hadden de Duitsers ongeveer twee kilometer terrein gewonnen. Toch was men op meer tegenstand gestuit dan verwacht. Ook waren de verliezen hoger dan oorspronkelijk gedacht. Een heel klein voorteken van wat komen ging.
Twee bataljons lichte infanterie, de 56e en 59e Bataillons de Chasseurs à Pied (BCP; jagers te voet) onder luitenant-kolonel Émile Driant, verdedigden een klein bos ten noordoosten van Verdun dat het Bois des Caures (Hazelnootbos) heette. Tijdens het bombardement van 21 februari werden meer dan 80.000 granaten (10.000 ton aan explosieven) afgevuurd op een stukje grond niet groter dan één vierkante kilometer. Het is te begrijpen dat er van het bos en de meeste Chasseurs weinig overbleef. Het handjevol mannen dat het bombardement echter wel had overleefd, kwam versuft tevoorschijn en probeerde een verdediging van het 'bos' op te zetten. Ondanks een barrage van negen uur verdedigden de Fransen hardnekkig elke krater en elke vernielde loopgraaf die ze maar konden vasthouden. Sergeant Léger en vijf Chasseurs verdedigden vijf uur lang Abris 17, een geïsoleerde schuilplaats, tot hun munitie opraakte. De Duitsers waren verbaasd dat ze nog onder vuur werden genomen door machinegeweren, maar passeerden snel Driant's Chasseurs op beide flanken. De volgende ochtend, 22 februari, waren zijn mannen aan drie kanten omsingeld. Aan het eind van de dag waren de Duitsers zelfs geïnfiltreerd in het bos achter de twee bataljons, en rond 16.30 uur gaf Driant aan zijn overgebleven soldaten de order om terug te trekken. Terwijl hij de eerstehulppost verliet werd Driant geraakt door een scherffragment en viel dodelijk gewond neer. Zijn laatste woorden waren naar verluidt: Oh! Là, mon Dieu ('Oh! Daar, mijn God'). Van de 1200 Chasseurs wisten rond de 400 de Franse posities bij het dorp Beaumont te bereiken. De heldhaftige verdediging van het Bois des Caures had de Duitsers echter wel 24 uur vertraging opgeleverd, en de overige Fransen bij Verdun de kans gegeven zich voor te bereiden op een aanval.

## Generaal Pétain en deVoie Sacrée
Aan Franse kant heerste echter paniek, zowel in het algemeen hoofdkwartier in Chantilly, als in de staf van generaal Herr, verantwoordelijk voor de Région fortifiée de Verdun. Hoewel de dreigende Duitse doorbraak niet aan hem verweten kon worden, werd de generaal nu wel geslachtofferd. Op 25 februari kon hij afreizen naar Limoges, een garnizoensplaats waarheen generaals werden overgeplaatst die gefaald hadden. De opperbevelhebber, generaal Joseph Joffre, maakte vaak gebruik van die mogelijkheid. In het Frans werd het zelfs tot een staande uitdrukking: 'limoger'.
Een nieuwe plaatselijke bevelhebber werd benoemd: generaal Philippe Pétain. Hij kreeg de opdracht, die Von Falkenhayn voorzien had. Pétain moest ten koste van alles de rechter Maasoever tegen de Duitse aanvallen verdedigen. Hij vestigde zijn hoofdkwartier in Souilly (ten zuiden van Verdun). Daarna moest hij vijf dagen het bed houden wegens een hevige en levensgevaarlijke longontsteking. Ter wille van het moreel werd dit feit voor de troepen verborgen gehouden.
Op 28 februari trad plotseling de dooi in. De aanvoer van troepen en voorraden naar Verdun dreigde hopeloos vast te lopen. De belangrijkste aanvoerroute, vanaf Bar-le-Duc naar Verdun, bleek één grote modderpoel te worden.

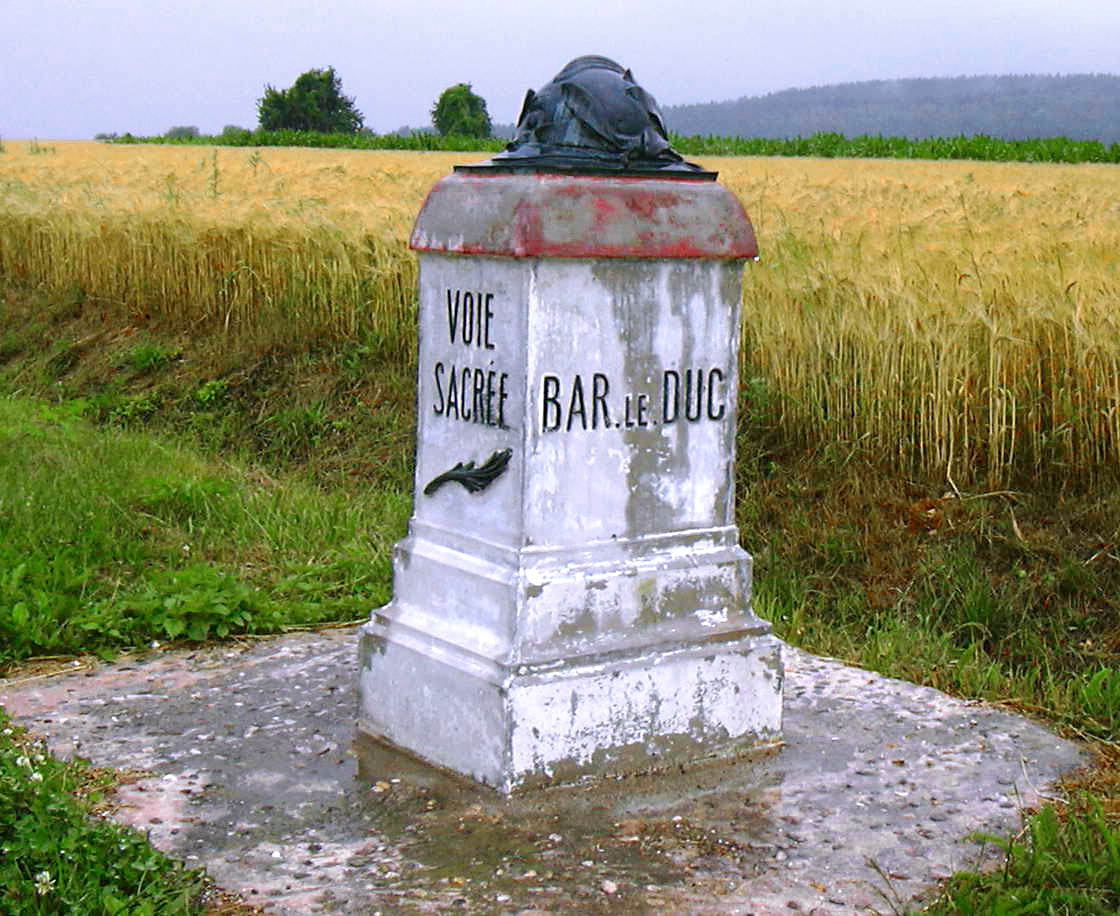
La Voie Sacree

Toen gaf Pétain zijn beroemde bevel: territoriale troepen (een hulpkorps van semi-militairen en oudgedienden) moesten 24 uur per dag met schoppen steenslag op de weg gooien, zodat die door de massieve banden van de vrachtwagens zou kunnen worden vastgereden. Kapotte vrachtwagens moesten in de berm geduwd worden, zodat de stroom van voertuigen onophoudelijk zou kunnen doorgaan. Dat werkte. Dag in, dag uit, vanaf februari 1916 tot september 1916 reden de vrachtwagens af en aan in twee eindeloze rijen. Rechts naar Verdun toe, links van Verdun af. In de acht dagen tot 6 maart reden 3500 vrachtwagens 190.000 man en 23.000 ton munitie naar het slagveld. Men heeft berekend dat op het hoogtepunt van de slag elke 14 seconden een voertuig voorbij reed, wat uitkomt op 250 vrachtwagens per uur.
Politicus Maurice Barrès gaf de toevoerroute naar de slag de naam Voie Sacrée, naar de via sacra, de antieke benaming van de weg waarlangs de offerdieren in de oudheid naar het altaar werden gebracht. Tijdens de slag bij Verdun zijn in totaal 2.000.000 Franse soldaten langs deze weg vervoerd, samen met meer dan 1.000.000 ton munitie. En voor 400.000 man werd de Voie Sacrée inderdaad een 'offerweg'.

## De val van Fort Douaumont

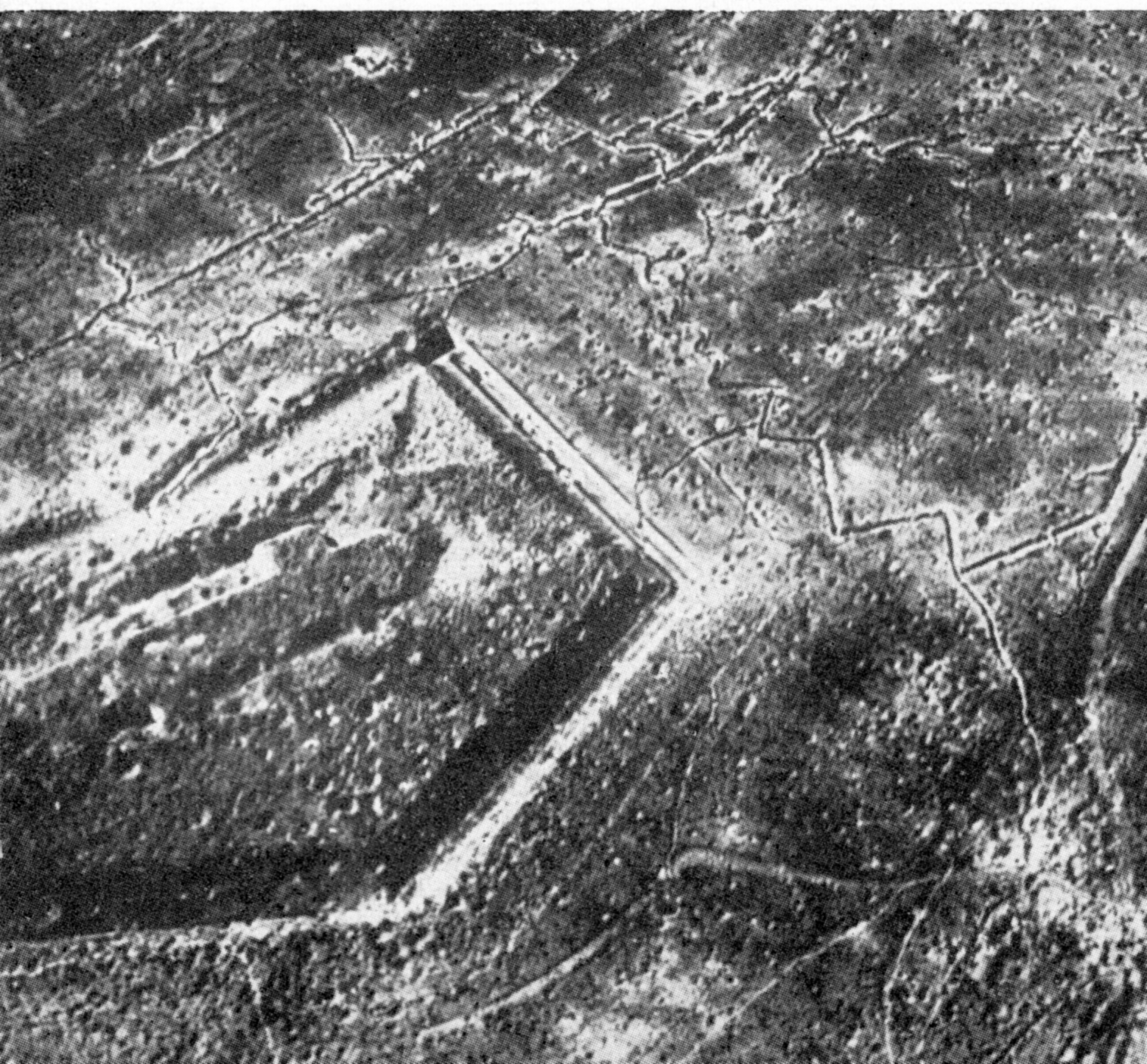
Fort Douaumont einde 1916

Intussen waren de zaken voor de Duitsers aanzienlijk beter gegaan dan voor de Fransen. Na de hevige gevechten vanaf 21 februari waren de Duitse troepen over vrijwel het hele front aan de rechterkant van de Maas tot zo'n 8 kilometer dichter bij Verdun gekomen. En op 25 februari kon men zelfs beginnen aan de aanval op het grootste en sterkste fort in de verdedigingslinie rond Verdun, Fort Douaumont. De Duitsers rekenden erop dat ze bij de verovering duizenden, misschien wel tienduizenden soldaten zouden kunnen verliezen. Maar de geschiedenis verliep anders.
In het begin van de Eerste Wereldoorlog hadden de Duitsers de Belgische forten van Namen, Luik en Antwerpen met hun zware mortieren (Dikke Bertha) aan puin geschoten. Vandaar dat de Fransen meenden, dat de forten hun tijd hadden gehad. En de regering besloot (tijdens de oorlog!) om alle forten te ontmantelen. Op het moment van de Duitse aanval werd Douaumont derhalve slechts bezet door ongeveer 60 lichtbewapende, bijna pensioengerechtigde, territoriale soldaten, die eigenlijk alleen het onderhoud aan de gebouwen uitvoerden.
De verovering van het fort door de Duitsers ging dan ook niet met veel geweld gepaard. Er zijn verschillende verhalen in omloop over welke Duitse soldaten nu precies de verovering op hun naam kunnen schrijven. Volgens het meest waarschijnlijke verhaal zijn luitenant Eugen Radtke en zijn mannen van de 6e compagnie van het 24e regiment Brandenburgers als eersten het fort binnengedrongen. Vrij snel werden ze gevolgd door kapitein Haupt en zijn mensen. Dat deden zij echter niet alleen uit heldenmoed of doodsverachting, maar vooral omdat ze bescherming zochten tegen Duits artillerievuur, dat allerberoerdst gericht was. Radtke en Haupt ontdekten al snel dat het fort nauwelijks bemand en absoluut niet in staat van verdediging was. Daarop namen zij de macht over en meldden Douaumont ist gefallen.
Zowel op het Duitse als het Franse volk maakte dat een diepe indruk. In Duitsland werden kerkklokken geluid en kregen de kinderen een dag vrij van school. En in Frankrijk waren mensen in tranen en beschouwden het verlies van het fort als een drama. En inderdaad was het dat ook. Ook al was er bij de hele verovering geen schot gelost. Het verlies van Douaumont zou duizenden Franse soldaten het leven kosten.

## De slag op de vleugels

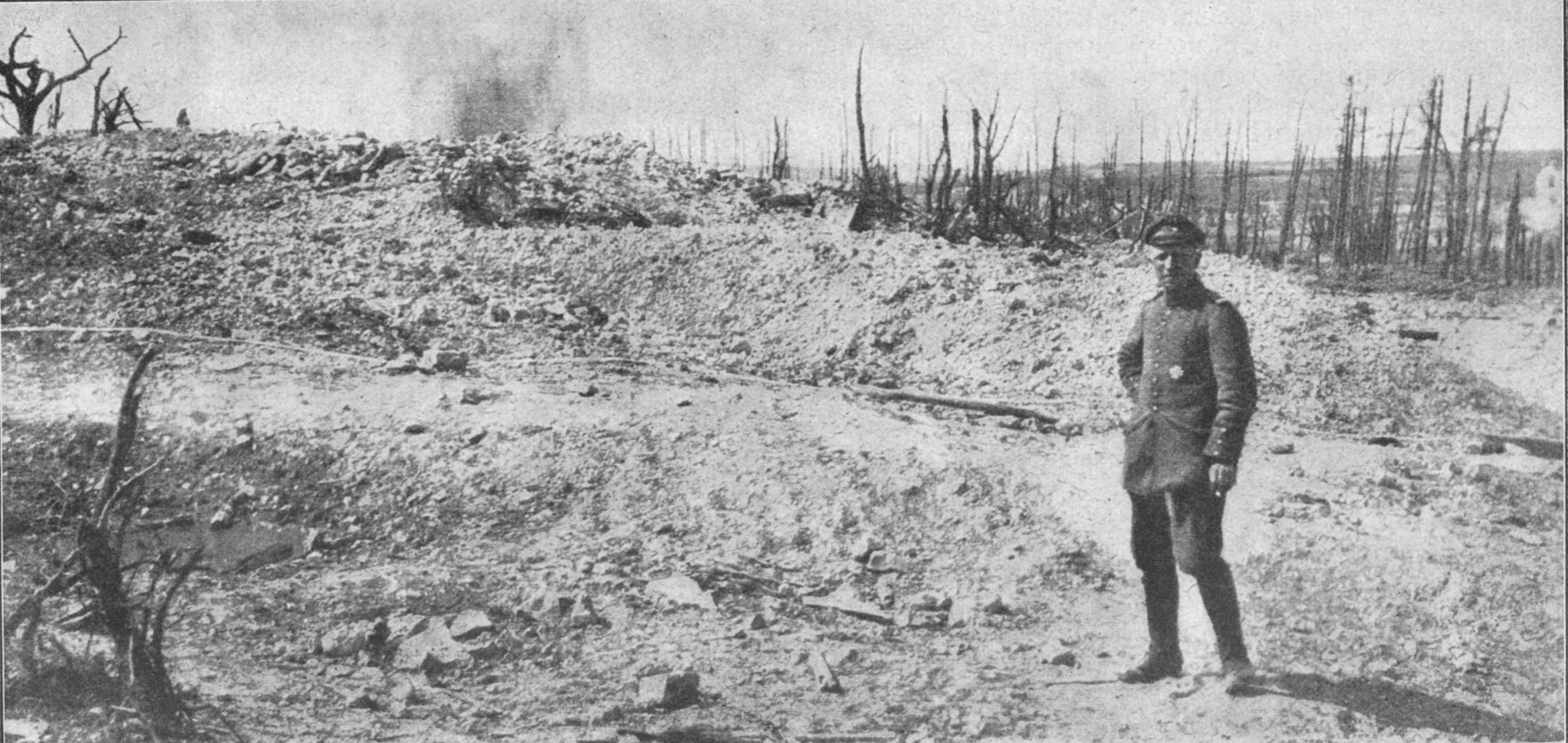
Duitse soldaat op Heuvel 304

Het werd de Duitsers al snel duidelijk, dat ze de aanval op Verdun niet konden doorzetten als ze de Franse versterkingen aan weerskanten van het front voor Verdun niet aanpakten. De forten op de westelijke oever van de Maas beschoten de aanvallende troepen voortdurend in de flank en veroorzaakten grote verliezen. Hetzelfde deed zich aan de andere kant van het front voor bij Fort Vaux.
Om de forten ten westen van de Maas te kunnen aanvallen moesten de Duitsers echter eerst de controle hebben over de heuvelrug tussen Le Mort-Homme en heuvel 304. Op 6 maart 1916 begon de slag op de vleugels. Ook nu weer begon men met een hevig bombardement van granaatvuur. Daarna kwamen de massale infanterieaanvallen. Barbaarse man-tegen-mangevechten voltrokken zich hier. In de zomer kwam daar nog de verschrikking van de hitte bij. In het boek van prof. dr. H. Jonker ("Sporen van een slag") staat het verhaal van soldaat Lecuellé. Franse soldaten probeerden in hun verschroeiende dorst het water te bereiken in een granaattrechter, die onder mitrailleurvuur lag: "Weldra lag er een krans van lijken omheen... En boven deze verschrikking zweefden leeuweriken, op en neer zingend in de zon..." Pas in juni werden de beide heuveltoppen door de Duitsers bezet. En hoewel ze nog iets verder dan die lijn zijn gekomen, de Franse forten hebben ze nooit kunnen veroveren.

## De val van Fort Vaux

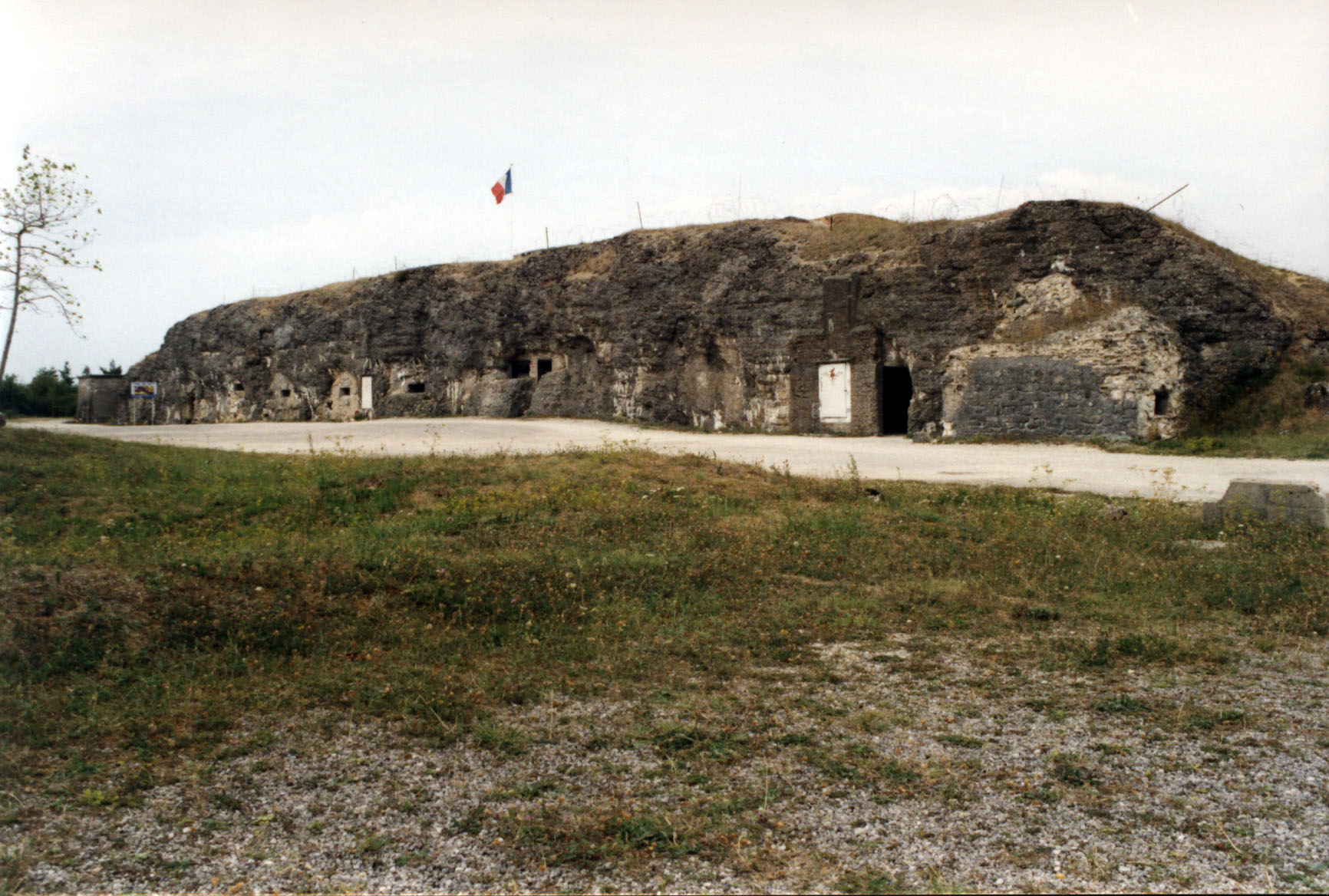
Fort Vaux

Op de westelijke Maasoever liepen de Duitse aanvallen vast in het verbeten verzet van de Franse troepen. In april 1916 al lanceerde Pétain zijn beroemde dagorder: On les aura! (We zullen ze krijgen!) Aan de andere vleugel van het front had men iets meer succes, zij het ten koste van grote verliezen. Doel van alle aanvallen in dat frontgedeelte was Fort Vaux. Dat fort was veel kleiner dan Douaumont. Als gevolg van het ontmantelingsbesluit had het bovendien geen zwaar kanon meer. Maar wel was het een steunpunt in de Franse linie, versterkt met series loopgraven. De gevechten die daar in het voorjaar en de zomer van 1916 plaatsvonden veroorzaakten veel doden. Die bleven gewoon liggen, omdat het onmogelijk was tijdens de slag de lijken te bergen. Eigenlijk was het gebied rond Vaux dus een groot open kerkhof, berucht om zijn ondraaglijke stank.
Op 2 juni werd de uiteindelijke aanval op het fort ingezet. Het lukte de Duitse pioniers om via de hoekbatterijen in de onderaardse gangen van het fort te komen. Vreselijke gevechten vonden daar in de duisternis plaats met handgranaten, bajonetten en vlammenwerpers. Vijf dagen lang verzetten de Franse verdedigers onder majoor Raynal zich door barricades in de duistere galerijen op te werpen. De circa 300 soldaten die Fort Vaux verdedigden leden onder het fosgeen en chloorgas dat de Duitsers gebruikten, het vuur van de vlammenwerpers, de explosies van de 210 mm granaten die op het bouwwerk insloegen en het nijpende gebrek aan water. Mannen stierven op verschrikkelijke wijze door verstikking en dorst. In de nacht van 5 op 6 juni stuurde Raynal een laatste postduif naar het Franse opperbevel in Verdun, waarin hij berichtte dat hij het fort niet langer kon behouden. De duif stierf minuten na aankomst aan gasvergiftiging en werd postuum met het Croix de Guerre onderscheiden. Nadat Raynal zijn 100 overlevenden had teruggetrokken viel Fort Vaux op de ochtend van 7 juni 1916. Het bloedige hoogtepunt van de slag om Verdun stond voor de deur.

## Het rode vierkant
Deze naam komt uit het eerder genoemde boek van prof. dr. H. Jonker ("Sporen van een slag", Verdun 1916). Jonker duidt daarmee een bijna vierkant gebied aan van enkele kilometers in omtrek tussen Douaumont en Vaux in het noordoosten en Thiaumont en Chapelle Sainte-Fine in het zuidwesten. Wat de benaming 'rood' betreft: nergens op aarde is de bodem zozeer doordrenkt geworden met menselijk bloed als op die plek. In de maanden juni en juli 1916 hebben zich daar zeer zware gevechten voltrokken. Dikwijls ging het om man-tegen-mangevechten, waarbij soldaten elkaar in groten getale met handgranaten, bajonetten, scherp geslepen pioniersschoppen en zelfs met blote handen te lijf gingen. Zo trok op 23 juni over een front van zes kilometer breedte een Duitse legermacht van 50.000 soldaten in 16 linies van elk 3000 man in de richting van de Franse loopgraven, bepakking op de rug en de bajonet op het geweer, met de simpele opdracht om de Fransen eruit te jagen en de weg naar Verdun open te leggen. Generaal Robert Nivelle (die in mei 1916 Pétain als bevelhebber was opgevolgd) schreef in zijn dagorder de gevleugelde woorden: "Ils ne passeront pas!", "Ze zullen er niet doorkomen". Tienduizenden soldaten zijn daar in de bloedige gevechten om het leven gekomen, maar de rijen van de Franse poilus (behaarde mannen), hoe zwak misschien ook op bepaalde momenten, werden niet doorbroken.
De laatste aanval van de Duitsers kwam op 11 juli. Ook deze aanval werd voorafgegaan door een gigantisch artilleriebombardement. Vervolgens begonnen 40.000 infanteristen (net als op de 23e juni 1916) aan hun opmars in de richting van Verdun, zwoegend over het kapotgeschoten slagveld, strompelend over de uitrustingsstukken en de lijken van eerder gesneuvelde militairen. Bijna lukte het hen om Verdun te bereiken. De Duitse troepen kwamen tot aan het fort de Souville en konden Verdun op enkele kilometers afstand zien liggen. Toen werden ze door de verdedigers van het fort weggeschoten. Een deel werd gevangengenomen; een ander deel vluchtte en de aanval op Verdun was definitief mislukt.

## Franse tegenaanvallen en het einde van de slag
Voorafgaand dient vermeld te worden dat de Britse en Franse legers op 25 juni 1916 een tegenaanval gestart waren bij de Somme: zie Slag aan de Somme.
Na de aanval van 11 juli 1916 besloten de Duitsers dat het genoeg geweest was. In augustus gaf Falkenhayn opdracht geen kostbare aanvallen meer te lanceren tegen Verdun. In september 1916 stond de nieuwe Duitse opperbevelhebber Ludendorff ter plaatse alleen nog maar defensieve acties toe. De gevechten bleven weliswaar in augustus en september doorgaan, maar de massale infanteriegevechten waren voorbij.
In oktober besloten de Fransen tot de tegenaanval. De zaak werd grondig voorbereid. Men wist de coördinatie van artillerie en infanterie zodanig te verfijnen, dat de infanterie kon oprukken achter een voortkruipend scherm van granaten. Dat voorkwam dat de vijand gewaarschuwd werd voor de komende aanval doordat de artillerie opeens stopte met vuren. Op 24 oktober 1916 was het zo ver. Rond 11.30 uur begon de Franse aanval. De troepen rukten op naar fort Douaumont, klommen op de bovenbouw en drongen het fort binnen. Merkwaardigerwijs bleek het fort ook nu vrijwel leeg. De dag tevoren was er namelijk brand uitgebroken in het fort en de Duitsers vreesden dat het vuur zou doordringen in de munitieopslagplaats. Derhalve hadden ze het fort ontruimd. Voor de tweede keer wisselde fort Douaumont van bezetter, vrijwel zonder dat er een schot werd gelost. Niettemin had de strijd van de tussenliggende maanden wel aan honderdduizenden het leven gekost.
Op 2 november werd fort Vaux heroverd. De definitief laatste aanval werd op 15 december 1916 uitgevoerd naar Louvemont-Bezonvaux. Dit wordt beschouwd als het officiële einde van de slag bij Verdun. Het front lag nu in grote lijnen weer op de posities van voor februari 1916. Intussen waren er aan Franse zijde wel 62.000 doden, 101.000 vermisten (dus ook dood) en 215.000 gewonden gevallen, waarvan velen invalide; aan Duitse kant waren er in totaal 100.000 doden en 277.000 gewonden gevallen. Dus in totaal: 263.000 doden en 492.000 gewonden.

## De betekenis van de slag bij Verdun
De betekenis van de slag om Verdun is aanzienlijk.
Allereerst in geestelijk opzicht. Samen met de andere uitputtingsslagen van de Eerste Wereldoorlog (en in het verlengde daarvan natuurlijk de verschrikkingen van de Tweede Wereldoorlog) heeft de slag om Verdun geleid tot een definitieve ondermijning van het optimistische vooruitgangsgeloof van de 19e eeuw. Sinds de slag is het denken over de menselijke mogelijkheden een flink stuk cynischer en realistischer geworden. En nog steeds staat Verdun symbool voor de verschrikkingen die mensen elkaar kunnen aandoen.
Maar ook feitelijk heeft de slag grote gevolgen gehad. In Franse militaire kringen raakte men opnieuw overtuigd van de waarde van fortenstelsels bij de verdediging van het vaderland. Uiteindelijk heeft zo de slag om Verdun bijgedragen tot het besluit om de Maginotlinie te bouwen. Het is kenmerkend, dat een monument voor André Maginot (de minister van Oorlog onder wiens bevel met de bouw begonnen werd) staat opgericht op het voormalige slagveld van Verdun. André Maginot vocht zelf op het slagveld van Verdun.
Tevens heeft Verdun de ster van Philippe Pétain doen rijzen. Na Verdun was zijn positie in Frankrijk onaantastbaar. In de jaren tussen de beide wereldoorlogen steeg hij tot steeds grotere hoogte. Zodanig dat hij bij het begin van de Tweede Wereldoorlog de
regeringsleider kon worden van het Vichy-bewind.
Maar misschien is het belangrijkste gevolg van de slag, dat het hele gebied tot een grote aanklacht tegen de oorlog is geworden. De Franse overheid heeft de laatste jaren veel gedaan om de slagvelden van Verdun voor toeristen enigszins herkenbaar te maken. Er is bij het gebied van het rode vierkant een groot museum gebouwd waar men een heel realistische indruk kan krijgen van wat er zich tijdens de slag heeft afgespeeld. De verschillende gevechtslocaties zijn van oriëntatietafels voorzien en in het landschap zichtbaar gemaakt. En aan de hand van bezoekersgidsen kunnen hedendaagse toeristen zich een redelijk goede indruk vormen van wat zich ter plaatse heeft afgespeeld.